# Lodovico Ottavio Burnacini
Lodovico Ottavio Burnacini (* 1636 in Venedig (?); † 12. Dezember 1707 in Wien) war ein italienischer Architekt, Grafiker, Bühnen- und Kostümbildner, der von 1652 bis zu seinem Tod im Dienste des kaiserlichen Hofes in Wien stand. Er gilt als einer der bedeutendsten „Theateringenieure“ im barocken Europa und ist ein Meister der Zeichnung.

## Leben

### Herkunft und Geburt
Lodovico Ottavio war Sohn einer gewissen Grazia und des aus Cesena stammenden Theaterarchitekten Giovanni Burnacini, von dem er bereits in jungen Jahren die Künste der Theaterarchitektur, der Bühnenmaschinerie und des Bühnenbilds erlernte.
Geburtstag und Geburtsort von Lodovico Ottavio sind noch unbekannt. Hinsichtlich des Geburtsorts konnten durch rezente Forschungen die Verweise der frühen Literatur auf Mantua, die später auch von den meisten Lexika und Nachschlagwerken übernommen wurden, nicht bestätigt werden. Auch für bisher angenommene Aufträge Giovanni Burnacinis in derselben Stadt konnten keine Archivdokumente oder zeitgenössische Quellen zu Tage gefördert werden.
Da eine intensive und durchgehende künstlerische Aktivität Giovanni Burnacinis in Venedig bereits ab 1636 belegt ist, scheint es hingegen plausibel, dass Lodovico Ottavio in der Lagunenstadt geboren wurde.

### Ausbildung und venezianischer Einfluss

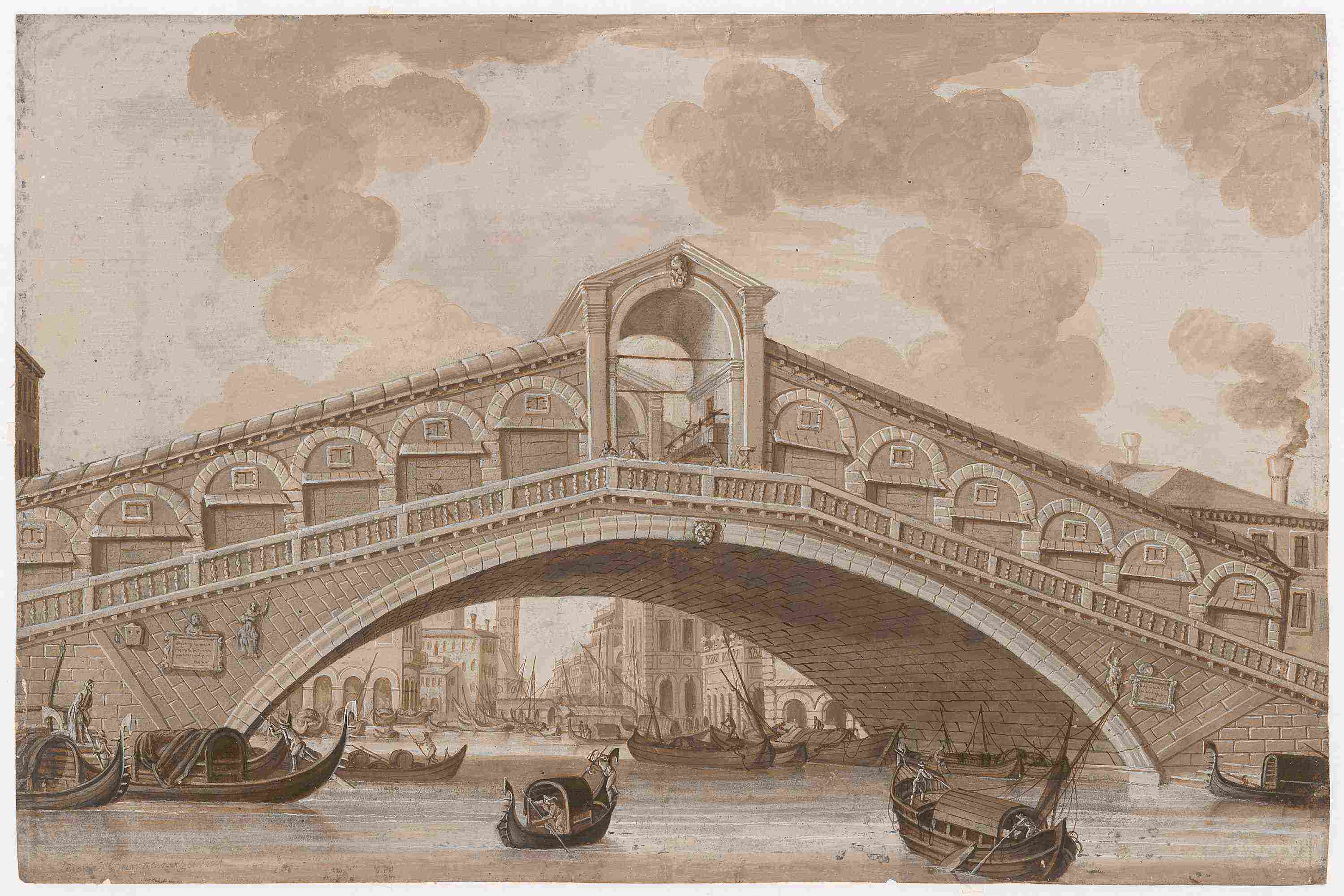
Lodovico Ottavio Burnacini: „Ponte di Rialto“ mit Pantalone, Ende des 17. Jh. Wien, Theatermuseum.

Venedig war um die Mitte des 17. Jahrhunderts eine der wichtigsten Theaterstädte Europas, und in der Werkstatt des Vaters, der ab den 40er Jahren namhafte Theater wie das Teatro San Cassian, das Teatro Santi Giovanni e Paolo und das Teatro Santissimi Apostoli leitete, muss Lodovico Ottavio Burnacini bereits als Kind mit der Theaterwelt in Kontakt getreten sein und das Zusammenwirken von Impresari, Ingenieuren, Komponisten, Musikern, Schauspielern und Tänzern usw. beobachtet haben. Es scheint plausibel, dass Lodovico Ottavio zum Karneval auf den Calli und Campi Venedigs die berühmten Maschere (Verkleidungen) sah; wahrscheinlich bot sich ihm auch mehrmals die Möglichkeit, die damals beliebten Auftritte der Commedia-dell’arte-Truppen zu erleben. Zahlreiche Hinweise in seinem zeichnerischen Werk, das Jahrzehnte später entstand, deuten auf solche Erfahrungen in seiner Jugend hin. In der Werkstatt des Vaters dürfte er jedenfalls eine intensive Ausbildung genossen haben, denn einige frühe Stiche nach Entwürfen Giovannis, wie einer mit dem Titel Trionfo del SS. Sacramento (Prag, 1652), belegen die enge und – aufgrund der Qualität des Stiches – sicherlich langjährige Zusammenarbeit von Vater und Sohn.

### Die Übersiedlung nach Wien 1651
Wegen seiner künstlerischen Verdienste wurde Giovanni Burnacini 1651 von Kaiser Ferdinand III. nach Wien berufen und nahm den sechzehnjährigen Lodovico Ottavio mit. Einige Monate später folgte ihnen die gesamte Familie nach Wien nach.
Die Übersiedlung der Burnacinis nach Wien dürfte auf eine Initiative von Eleonora Gonzaga-Nevers zurückzuführen sein, die – dank auch der Vermittlung von Andrea Zani aus Bologna, Mitglied der Accademia dei Gelati (dokumentiert 1630–1651) – intensive Kontakte zum venezianischen Ambiente knüpfte und die gleichfalls im Jahre 1651 als dritte Gemahlin Kaiser Ferdinands III. nach Wien kam.

#### Zwischen Wien, Regensburg und Prag

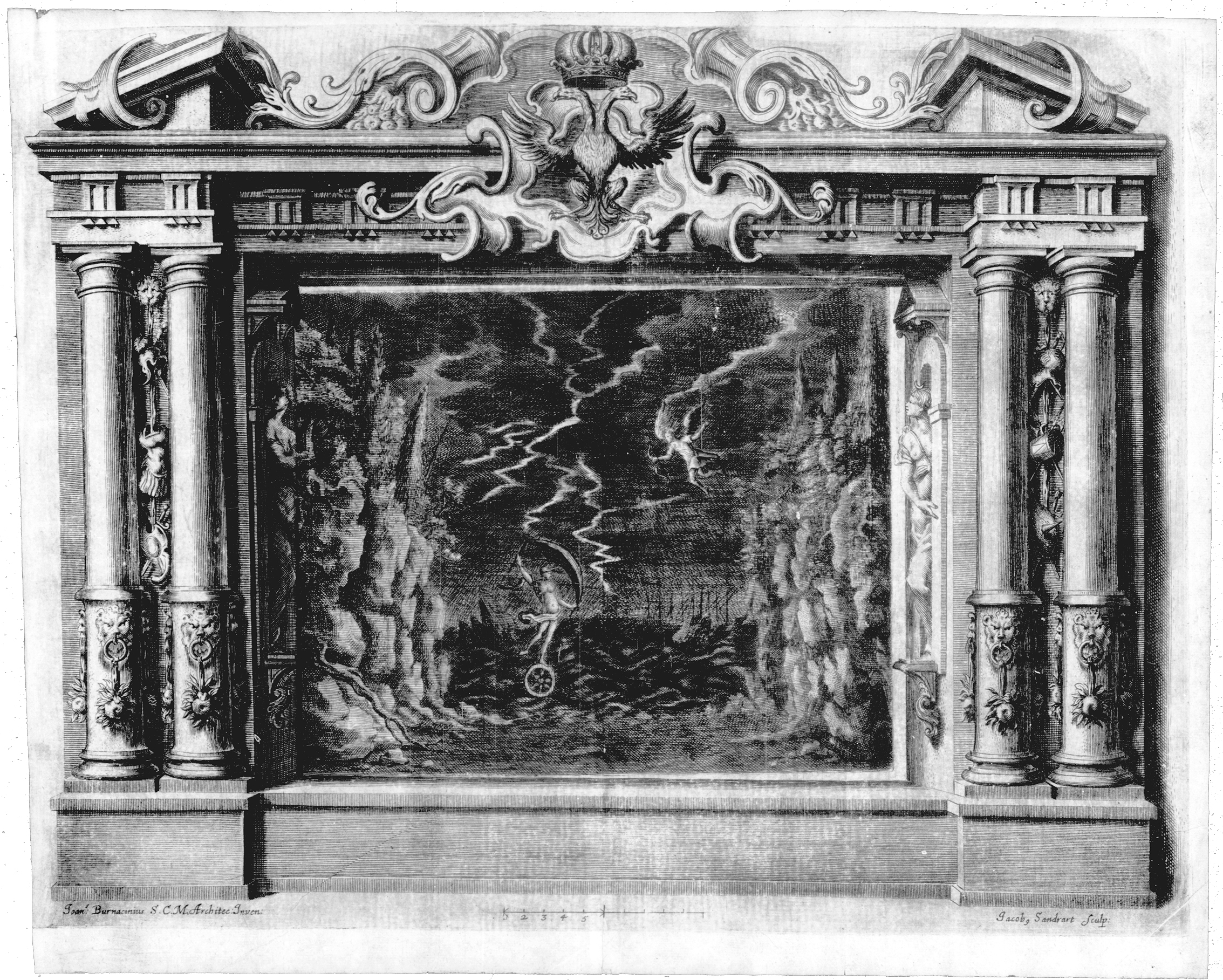
Jacob von Sandrart nach Giovanni Burnacini: Landschaft mit stürmischen Meer aus dem Libretto der Oper ›L’inganno d’amore‹, Regensburg 1653. Washington, Library of Congress, Music Division.

Ab diesem Zeitpunkt waren die Burnacinis für die Gestaltung von Festen und den Bau von Theatergebäuden samt der Erfindung aller dafür nötigen Dekorationen am Wiener Hof verantwortlich. Im kaiserlichen Hoftheater führten sie ihr eigenes, in Italien erprobtes System verwandelbarer Bühnenbilder aus Leinwand (Kulissenbühne) ein und perfektionierten es weiter. Zu den bekanntesten Bühnenwerken aus dieser Zeit, die von den beiden Burnacini ausgestattet wurden, gehören die Turnieroper La gara von Alberto Vimina (Wien, 1652) und die Oper L’inganno d’Amore von Benedetto Ferrari, das am 3. März 1653 anlässlich des Reichstags in Regensburg (Dezember 1652 – Mai 1654) in einem extra dafür errichteten hölzernen Theaterhaus uraufgeführt wurde. Es folgten diverse Arbeiten, u. a. ephemere Bauten wie ein „Triumph des Allerheiligsten Sakraments“ in Prag 1652 und das Castrum Doloris für König Ferdinand IV. von 1654, von dem ein Kupferstich in der Albertina in Wien (Inv.-Nr. DG 2018/207) erhalten ist.

### Der Tod des Vaters 1655
Nach dem frühen Tod des Vaters am 21. Juli 1655 musste Lodovico Ottavio seine Agenden übernehmen und für die gesamte Familie, die aus fünf Geschwistern bestand, aufkommen. Nach der Regierungsübernahme durch Kaiser Leopold I. im Jahre 1657, wurde Burnacini nicht in diesem Amt bestätigt, sondern ab 1. Juli 1657 wurde zunächst Giovanni Battista Angelini († 1658) engagiert, Architekt und Bühnenbildner seines Onkels Erzherzog Leopold Wilhelm während dessen Statthalterschaft in Brüssel.

### Der kaiserliche Theateringenieur

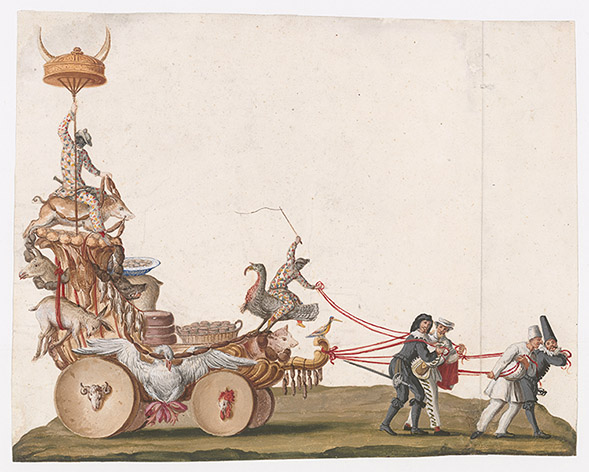
Lodovico Ottavio Burnacini: Faschingswagen mit Figuren der Commedia dell’arte. Ende des 17. Jh., Wien, Theatermuseum.

Nach Angelinis Tod wurde Lodovico Ottavio Burnacini ab dem 1. Jänner 1659 als kaiserlicher Hofarchitekt und -bühnenbildner angestellt. Von Beginn an musste er sich mit all seinen Fertigkeiten beweisen, denn am Wiener Hof wurden regelmäßig Theaterstücke, Konzerte und Ballette aufgeführt. Kirchliche Feiertage, der Fasching, Staatsereignisse wie auch freudige Ereignisse wie Hochzeiten, Geburten oder Krönungen usw. gaben Anlass zu noch größeren Festlichkeiten. Dafür musste der junge Theateringenieur nicht nur Dekorationen und Kostüme entwerfen, sondern Theater bauen, Bühnenmaschinen und Festwagen erfinden, die zur Unterhaltung des Kaisers und seiner Gäste dienten. Trotz Unterbrechungen, etwa 1679 durch die Pest und 1683 durch die Türkenbelagerung, gab es im Wien des späten 17. Jahrhunderts ein äußerst reges Kulturleben, an dem Burnacini maßgeblich beteiligt war.

#### Das Komödienhaus auf dem Rosstummelplatz

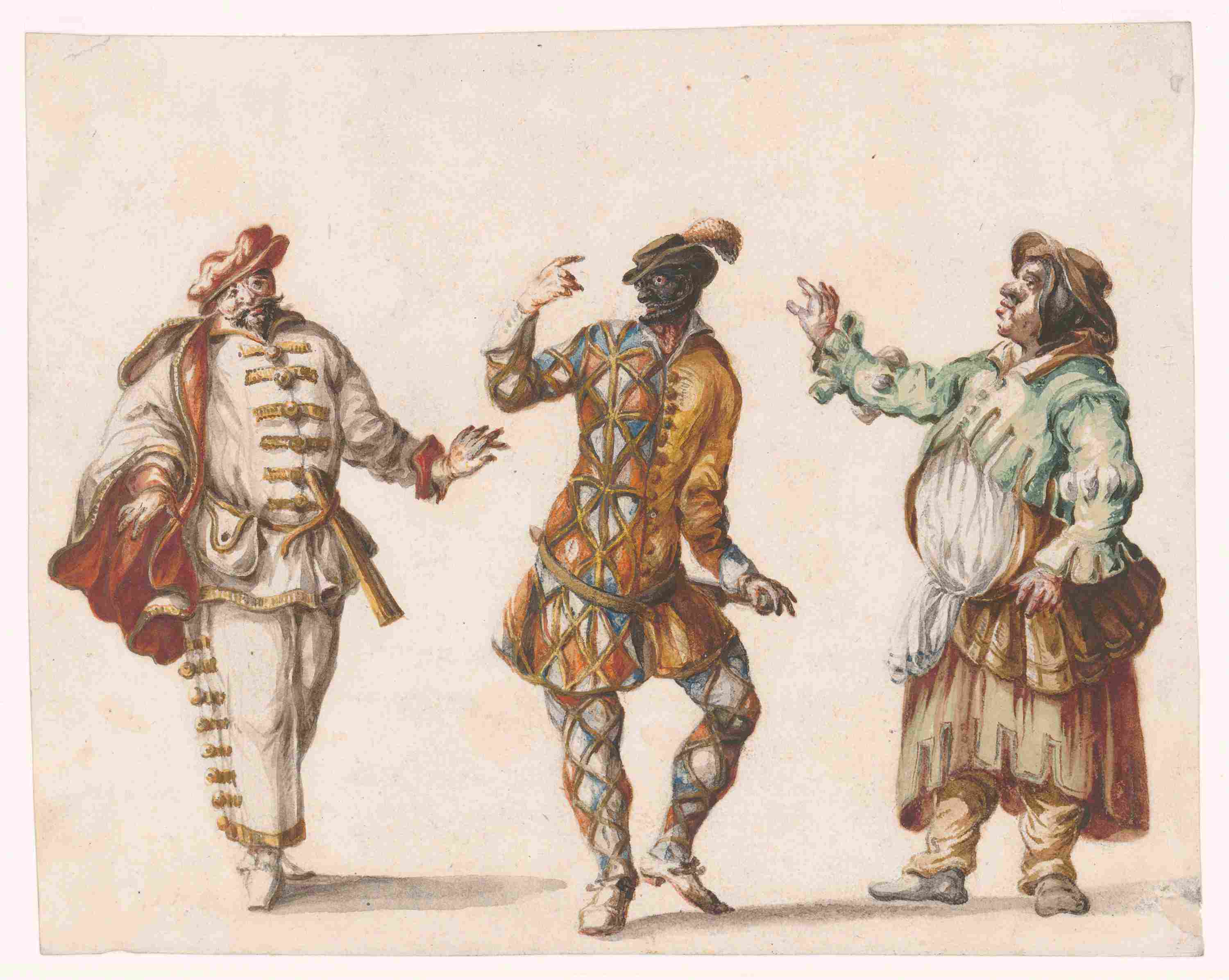
Lodovico Ottavio Burnacini: Fröhlicher Brighella, Arlecchino im Mi-Parti und „Gefräßige“ Amme. Ende des 17. Jh. Wien, Theatermuseum.

Das bereits erwähnte hölzerne Theaterhaus, das Giovanni 1653 in Regensburg anlässlich des Reichstags errichtet hatte, wurde zerlegt und über die Donau nach Wien verschifft, um dann im Sommer 1659, auf Wunsch Leopolds I., auf dem „kayserlichen Thumbelplatz“ wiederaufgestellt zu werden. Dieses Haus auf dem Areal des heutigen Josefsplatzes, wo sich der Prunksaal der Österreichischen Nationalbibliothek befindet, wurde zu einem äußerst beliebten Komödienhaus. Es war ein imposantes Theater „in der Gröss und Höch eines ziemlichen Kirchen-Gebäus“ mit einem geräumigen Parterre und zwei Rängen mit 60 Logen („Zimmerl“), das „etlichen tausend Personen“ Platz geboten haben soll. Die Kulissenbühne erlaubte einen Szenenwechsel „wohlauf achterley Manier ohne Vorziehung eines einzigen Vorhangs“. Obwohl dieses Komödienhaus bereits 1662 aufgrund der Opposition der Jesuiten und vielleicht auch im Zusammenhang mit dem Tod des Erzherzogs Leopold Wilhelm, des Onkels Kaiser Leopolds I., abgerissen wurde, markieren seine Errichtung und Verwendung eine wichtige Episode in der Geschichte der Commedia dell’arte in Wien, denn es herrschte dort ein reger Spielbetrieb: Man spielte „täglich außer Freitag“. In Wien gastierten die berühmtesten Komödianten Europas, wie beispielsweise der Arlecchino Domenico Biancolelli.
Möglicherweise in Erinnerung an die zwischen 1660 und 1662 gespielten Komödien zeichnete Burnacini später viele seiner Grotesken und Commedia-dell’arte-Figuren. Sie werden im Theatermuseum in Wien aufbewahrt.

#### Das Theater auf der Kurtine

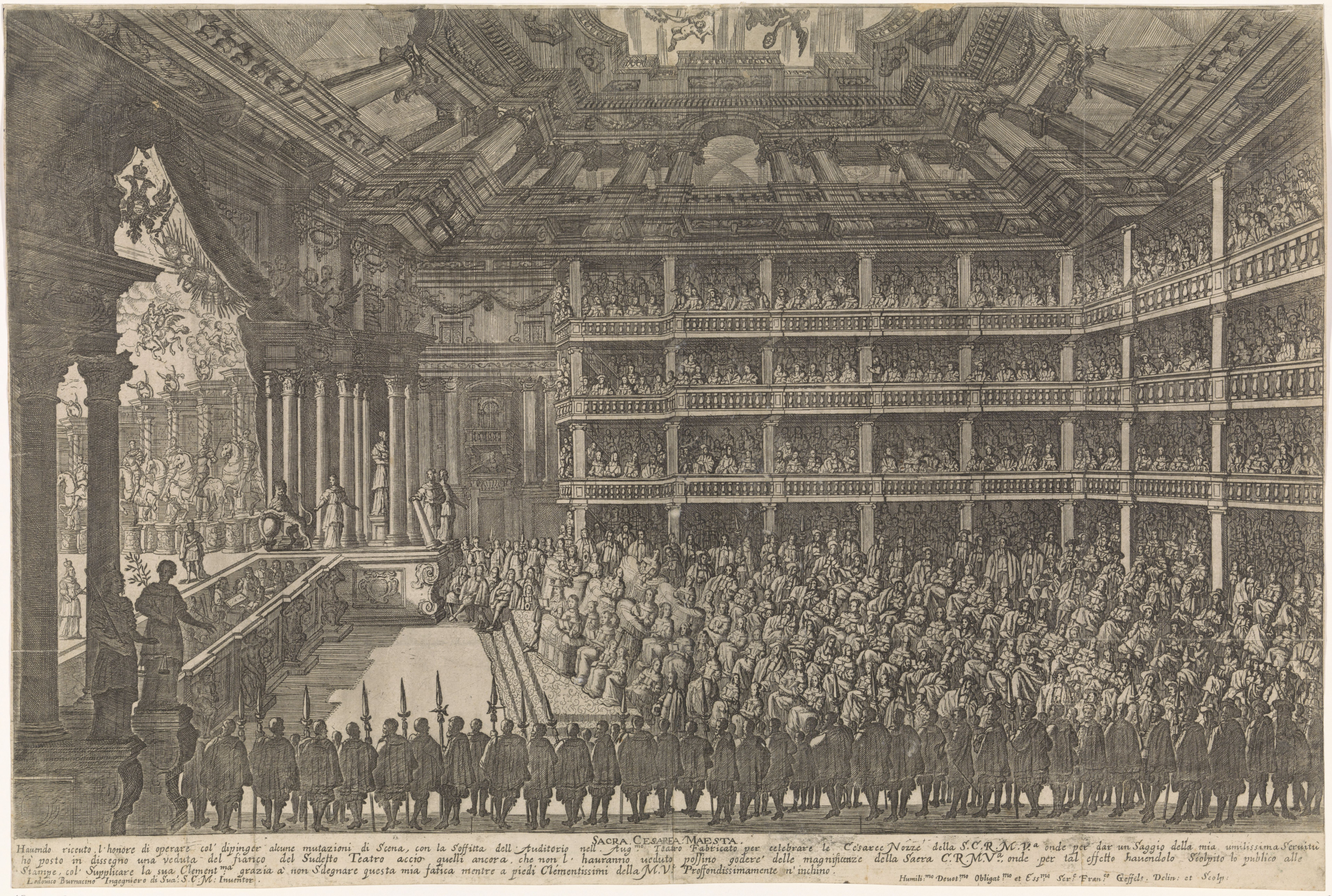
Frans Geffels nach Lodovico Ottavio Burnacini, Innenansicht des Theaters auf der Kurtine während einer Aufführung des Il pomo d’oro von Antonio Cesti im Jahre 1668.

Zwischen 1666 und 1668 errichtete Lodovico Ottavio Burnacini nach eigenen Entwürfen das sogenannte Theater auf der Kurtine, das sich neben der Burgbastei an der Stelle der heutigen Österreichischen Nationalbibliothek, nahe dem Josefsplatz, erhob.

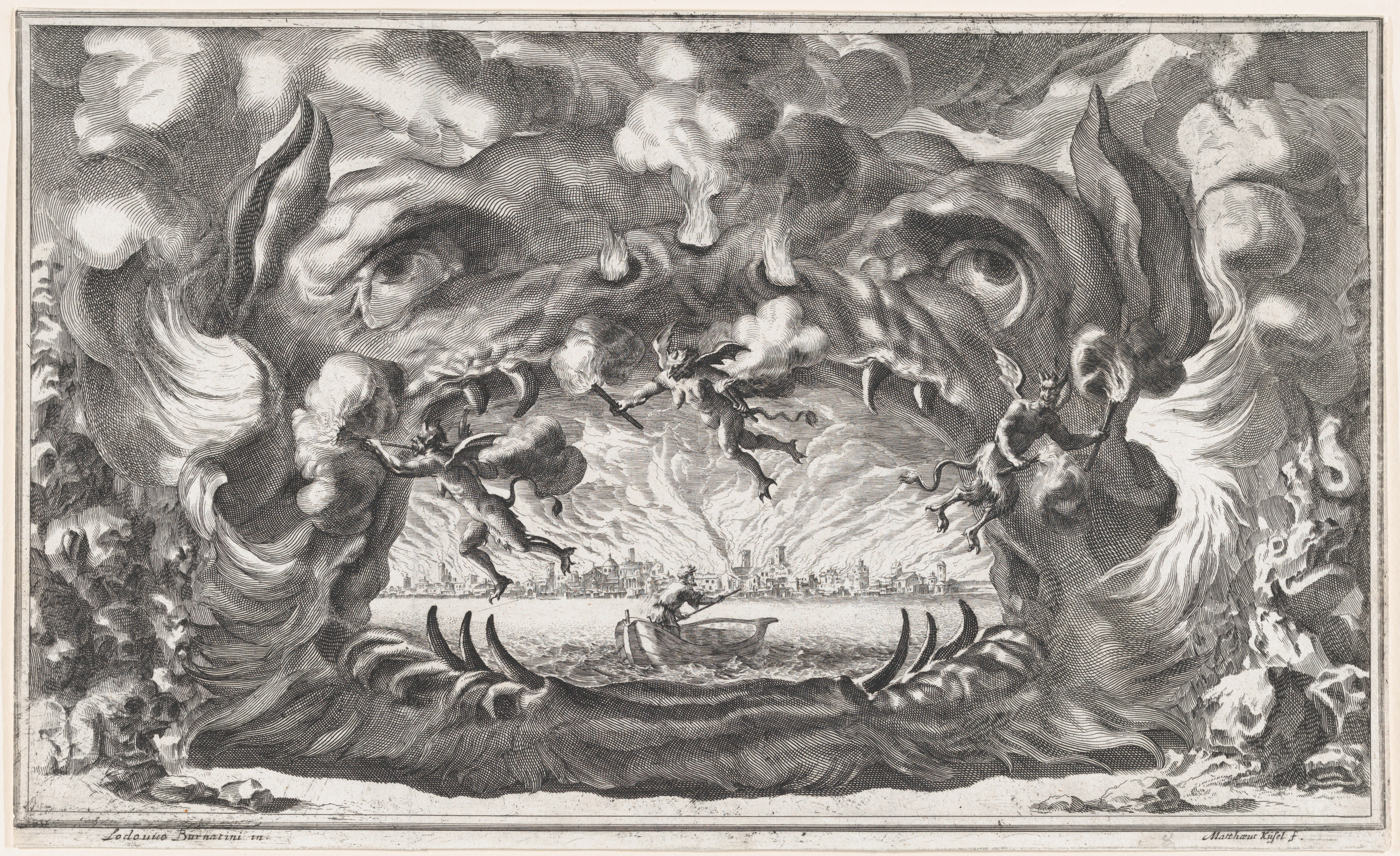
Matthäus Küsel nach Lodovico Ottavio Burnacini, Der Höllenschlund in der Oper Il pomo d’oro.

In diesem Theater wurden die aufwendigsten Opernaufführungen des leopoldinischen Hofes aufgeführt, in erster Linie Antonio Cestis Prunkoper Il pomo d’oro von 1668, womit Leopold I. nachträglich seine erste Hochzeit mit der spanischen Infantin Margarita Teresa bzw. deren 17. Geburtstag feiern lassen wollte. Für dieses komplexe Bühnenwerk schuf Burnacini 23 Bühnendekorationen, die durch rasche Verwandlungen und Bühnenmaschinen unterschiedlichster Art das Publikum in ihren Bann zogen. Durch die Druckgrafiken von Matthäus Küsel und Frans Geffels nach Entwürfen Burnacinis wurden diese Oper und ihre Ausstattung in aller Welt bekannt. Diese und weitere Opernwerke, deren Libretti prachtvoll mit großformatigen Stichen versehen wurden, wie beispielsweise Il fuoco eterno delle Vestali (Draghi/Minato) von 1674 und La Monarchia latina trionfante (Minato/Draghi/Schmelzer) von 1678, verhalfen ihm auch international zu hohem Ansehen. 1688 schrieb der Schwedische Architekt und Kunstsammler Nicodemus Tessn d. J. nach seinem Wien-Besuch:
Bejim H. Burnacini der trusser undt ingegner vom Keijsser ist, habe ich alles höffligkeit genossen, in theatern undt festen wirdt heüt zu tage dass gröste lumiere von allen haben.
Tessin beschrieb auch Beschaffenheit und Eigenschaften des berühmten Theaters, das 1683 kurz vor der Türkenbelagerung aufgrund von Brandgefahr abgerissen wurde.

### Burnacini als Architekt

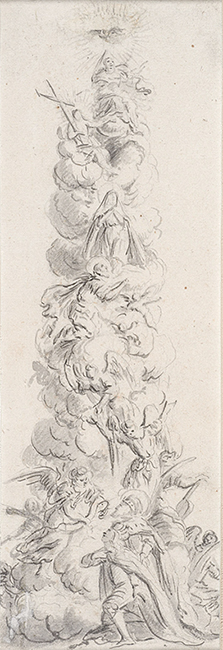
Lodovico Ottavio Burnacini, Entwurf zur Pestsäule in Wien, vor 1687. Wien, Theatermuseum.

1676/1677 wurde Burnacini mit Umbauten in Schloss Laxenburg beauftragt, und nach der zweiten Türkenbelagerung Wiens (1683) leitete er die Wiedererrichtung von Schloss Ebersdorf.
Gegen Mitte der 1680er Jahre fertigte er Entwürfe für die Dreifaltigkeitssäule (Pestsäule) am Wiener Graben an, die 1687 unter seiner Leitung durch die Brüder Peter und Paul Strudel – mit denen er, laut Tessin, befreundet war –, ausgeführt wurden. Im Theatermuseum in Wien haben sich bis heute einige Skizzen und Entwürfe zu diesem Projekt erhalten.
In den letzten Jahrzehnten des 17. Jahrhunderts kamen „fast alle öffentlichen und privaten Denkmäler nach seinen Ideen und Entwürfen zustande“. Kaiser Leopold I betraute ihn auch mit dem Wiederaufbau der zerstörten Favorita (das Gebäude, das später zum Theresianum wurde).
1698 begann Burnacini gemeinsam mit Johann Bernhard Fischer von Erlach mit dem Bau der Mehlgrube am Neuen Markt.

### Tod
Lodovico Ottavio Burnacini arbeitete über 55 Jahre für den Wiener Hof und behielt sein Amt, bis er am 12. Dezember 1707 in seinem Haus „zur goldenen Säule“ am Wiener Judenplatz an der Lungenschwindsucht starb.

## Ehrungen und Gehalt
Ab 1. Februar 1665 erhielt Lodovico Ottavio Burnacini ein bescheidenes Jahresgehalt von 600 fl. (Angelini hatte wie Giovanni Burnacini 720 fl. erhalten). Dieses Gehalt wurde 1671 um 300 fl. und 1678 um weitere 180 fl. erhöht. Mit diesen 1.080 fl. im Jahr wurde er dann auch nach dem Tod Kaiser Leopolds I. von dessen Sohn und Nachfolger Joseph I. in seinem Amt bestätigt.
1677 wurde ihm die Würde eines kaiserlichen Truchsesses, 1702 der Freiherrenstand und 1706 – ein Jahr vor seinem Tod – der Titel eines Mundschenks verliehen.

## Familie und Ehen

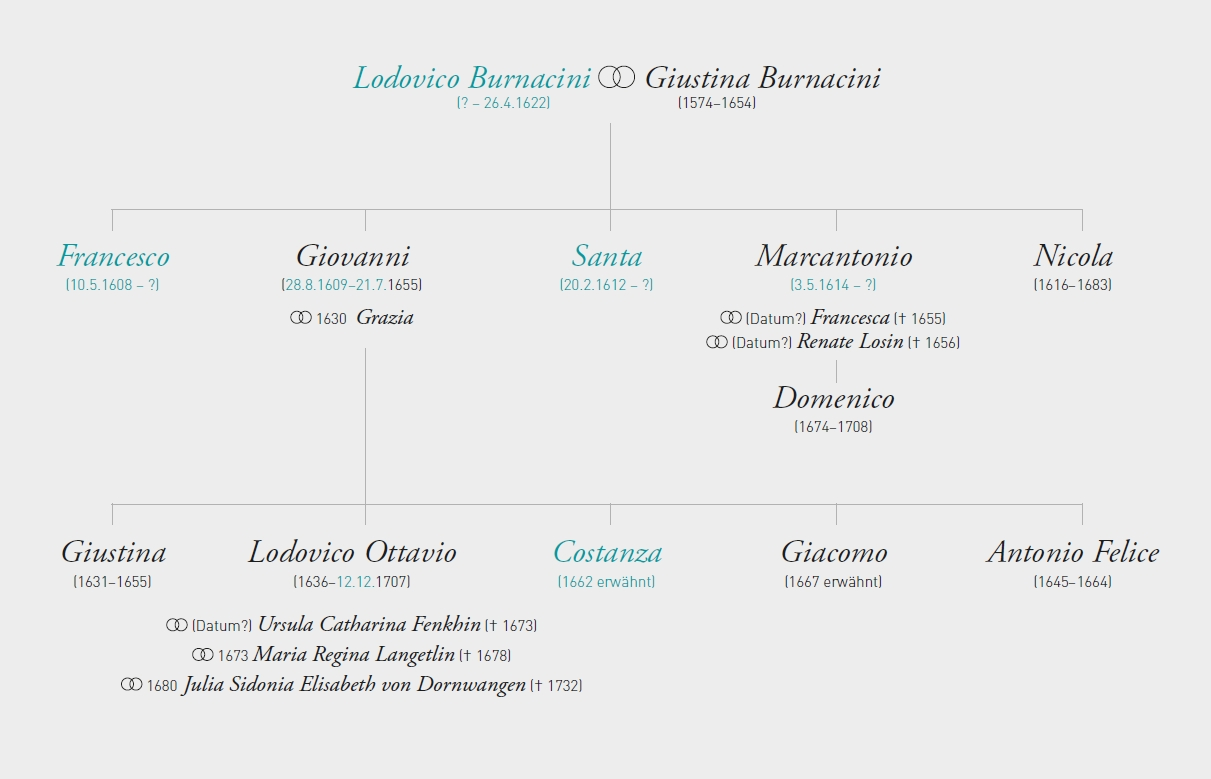
Samantha Santi o De Santi, Rudi Risatti: Stammbaum der Familie Burnacini auf Basis von Biach-Schiffmann 1931. Stand der Forschung: 2019.

Der Großvater Lodovico Ottavios und Stammvater der Familie Burnacini war der Artillerist („Bombardino“) Lodovico aus Cesena, der eine nicht weiters identifizierte Giustina heiratete. Auf Basis archivalischer Quellen ist bekannt, dass dieser als Artillerist nicht nur im Militär diente, sondern auch für Feste – z. B. beim Besuch des päpstlichen Legaten Kardinals Alessandro Orsini 1621 in Cesena – Illuminationen und Feuerwerke präparierte und abfeuerte. Die künstlerische Begabung der Familie kann somit auf ihn zurückgeführt werden.
Aus der Ehe von Großvater Lodovico mit der Großmutter Giustina gingen fünf Kinder hervor: Francesco, Lodovico Ottavios Vater Giovanni, Santa, Marcantonio und Nicola.
Giovanni heiratete 1630 eine gewisse Grazia, und aus ihrer Ehe gingen – soweit den Quellen bisher zu entnehmen war –, wieder fünf Kinder hervor: Giustina, Lodovico Ottavio, Costanza, Giacomo und Antonio Felice. Es scheint wahrscheinlich, dass, abgesehen von Giovanni und Lodovico Ottavio, auch andere Mitglieder der Familie künstlerisch begabt waren und sich an der Arbeit in der Werkstatt beteiligten. Dies lassen Aussagen Lodovico Ottavios in Briefen wie auch manche Zeichnungen, die unterschiedliche Handschriften aufweisen, vermuten.
Lodovico Ottavio heiratete dreimal: (Datum ?) Ursula Katharina Fenkh († 1673), 1673 Maria Rosina Langetl von Langet († 1678) und 1680 Julia Sidonia Elisabeth von Dornwangen († 1732). Aus diesen drei Ehen gingen keine Kinder hervor. Die letzte Ehefrau, die eine recht ansehnliche Aussteuer mitgebracht hatte, war laut Testament seine einzige Erbin. Sie wurde nur verpflichtet eine nicht weiter bekannte Nichte von Lodovico Ottavio namens Sofia, Tochter eines seiner Brüder, in ihre Obhut zu nehmen.

## Grafisches Werk

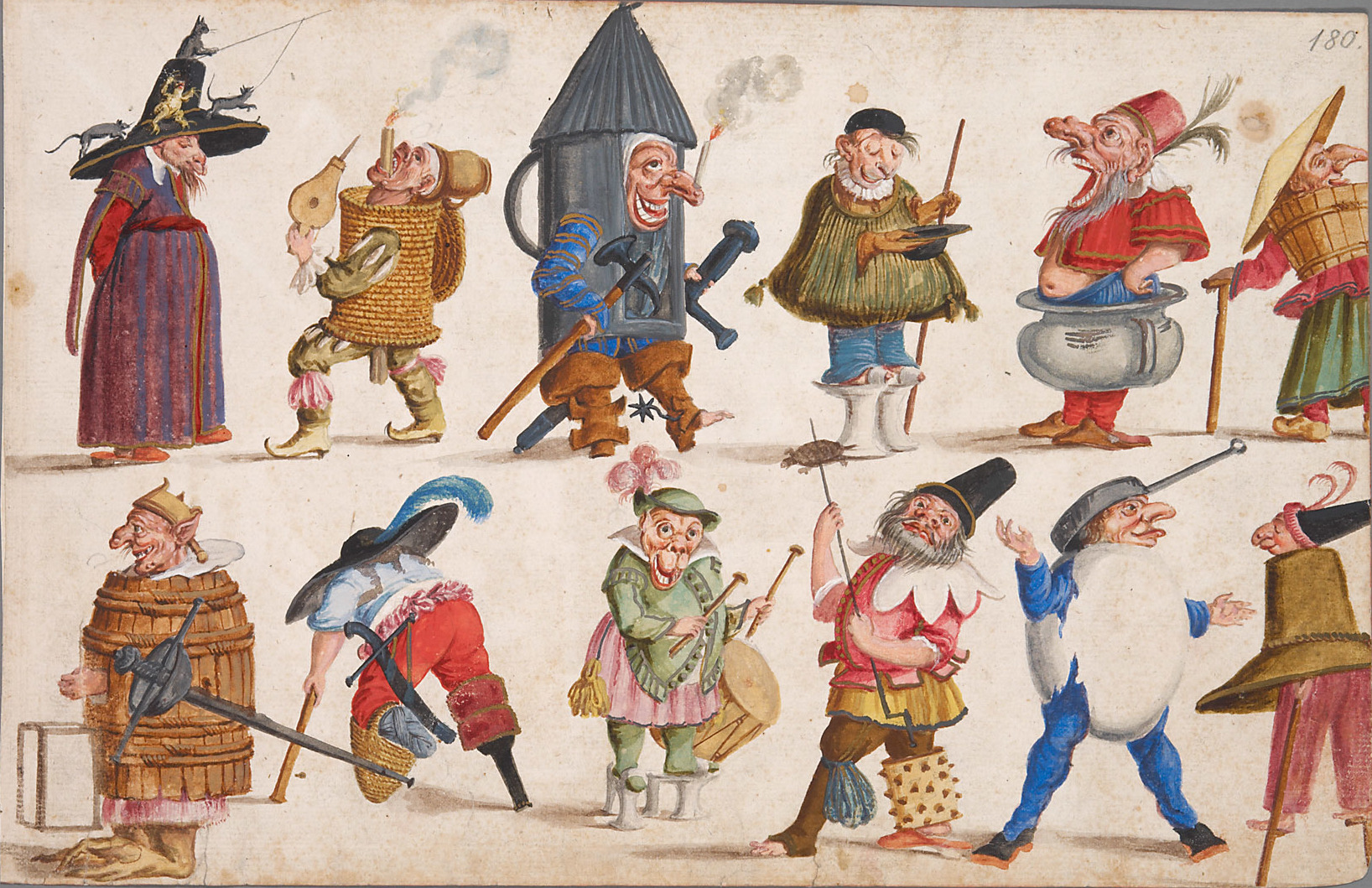
Lodovico Ottavio Burnacini, Zwölf Grotesken aus der Gruppe „Nani e Maschere ridicole“, Ende des 17. Jh. Wien, Theatermuseum.

Druckgrafische Werke von oder nach Entwürfen Burnacinis sind in den Bibliotheken, Museen und Archiven aller Welt zerstreut. Die ca. 410 Blatt starke Sammlung von Handzeichnungen aus seinem künstlerischen Nachlass befinden sich im Bestand des Theatermuseums in Wien. Thematisch umfasst das in zwei große Serien geteilte Bildwerk zahlreiche Kostümentwürfe für Feste der Hofgesellschaft (von Burnacini „Maschere“ genannt, mit Inventarkürzel Min 20) und dann, in der Serie der „losen Blätter“ (mit Inventarkürzel Min 29) Figurinen zur Commedia dell’arte und Grotesken, Theaterdekorationen, Festwagen, Festschlitten, allegorischen, mythologischen, sakralen Kompositionen und Figuren, architektonische Entwürfe für diverse Bauten und Denkmäler, Entwürfe zu Tafelaufsätzen, Kandelabern und Prunkgefäßen, Naturstudien, Landschaften und Genreszenen.
Nach einer allgemeinen Einführung stellt eine rezente Publikation des Theatermuseums ca. 125 Blätter Burnacinis im Detail vor, die mit den Themen Komödie und Groteske zusammenhängen.